# Grito de guerra

Monte Joye Saint Denys - grito de guerra dos Reis de França, presente nas armas reais de França e Navarra

Um grito de guerra ou grito de armas é, normalmente, uma palavra ou frase simples, de uma entidade, para juntar ou incentivar ao combate ou à acção, os seus membros ou seguidores.
Na heráldica o grito de guerra é colocado, normalmente, num listel sobre o brasão.

## Gritos de guerra históricos
- Deus vult ("Deus o quer!" em latim) - grito de guerra dos cruzados.
- Nobiscum Deus ! ("Deus conosco" em Latim) - utilizado pelos exércitos dos impérios Romano e Bizantino, depois da adopção da religião Cristã;
- Allahu Akbar ! ("Deus é grande" em Árabe) - utilizado pelos guerreiros muçulmanos;
- Caelum Denique ! ("Finalmente o Céu" em Latim) - utilizado pelos cruzados na terra Santa;
- Dieu le veut ! ("Deus o quer" em Francês) - utilizado pelos cruzados franceses;
- Sant'Iago ! - usado pelos guerreiros cristãos, na reconquista da Península Ibérica aos mouros, evocando o seu santo patrono;
- Montjoie Saint Denis ! ("Alegria por São Dinis" em Francês) - usado pelos exércitos reais franceses, evocando o santo patrono da França;
- São Jorge ! - usado pelas tropas portuguesas a partir do século XV, evocando o santo patrono de Portugal;
- Desperta ferro ! - usado pelos Almogávares (tropas ligeiras ao serviço da Coroa de Aragão, durante a reconquista) e, depois, adoptada pelos paraquedistas do Exército Espanhol;
- ¡ Tierra y Libertad ! ("Terra e Liberdade" em Espanhol) - usado pelos revolucionários mexicanos de Emiliano Zapata;
- Hurra ! (derivado do verbo "matar" em língua turca) - usada pelo Exército Britânico, pelo Exército Russo e copiada, depois, por exércitos e unidades militares de outros países;
- Remember the Alamo ! ("Lembrem-se do Álamo" em Inglês) - usada pelos rebeldes texanos na batalha de San Jacinto;
- Tenno Heika Banzai ! ("Dez mil anos" em Japonês) - usada pelos pilotos kamikaze japoneses, durante a Segunda Guerra Mundial;
- Sieg heil ! ("Salve a vitória" em Alemão) - usado pelas tropas alemãs, durante o Terceiro Reich;
- Senta a pua! - usado pelo 1º Grupo de Aviação de Caça da Força Aérea Brasileira, tendo suas origens na Segunda Guerra Mundial.
- Wahoo Mohammed ! - usado pelo Regimento de Paraquedistas do Exército Britânico, desde a Segunda Guerra Mundial;
- Za Stalina ! ("Por Stalin" em Russo) - usado pelas tropas soviéticas durante a Segunda Guerra Mundial;
- Geronimo ! - usado pelas tropas paraquedistas do Exército dos EUA
- Kadima ! ("Avante" em Hebraico) - usado pelo Exército Israelita;
- Que nunca por vencidos se conheçam! - usado pelos paraquedistas portugueses da Escola de Tropas Aerotransportadas;
- Mama Sumé ! ("Aqui estamos, prontos para o sacrifício" em língua Bantu do sul de Angola) - usado pelos Comandos do Exército Português, desde a Guerra do Ultramar.
- Banzai ! (significado:  "viva para sempre!" ) - usado durante a segunda guerra mundial pelos japoneses.